# Peto (kommun)
Peto är en kommun i Mexiko.   Den ligger i delstaten Yucatán, i den östra delen av landet, 1 100 km öster om huvudstaden Mexico City. Antalet invånare är 22 386. Arean är 3 136 kvadratkilometer.
Terrängen i Peto är huvudsakligen platt, men västerut är den kuperad.
Följande samhällen finns i Peto:
- Peto
- Justicia Social
- San Dionisio
- Kambul
- San Francisco de Asís
- Petulillo